# 中原邦之
中原 邦之（なかはら くにゆき）は、日本の外交官。青島総領事を経て、2019年（令和元年）から2021年（令和3年）にかけて、パプアニューギニア駐箚特命全権大使を務めた。

## 経歴・人物
東京都出身。成蹊大学法学部卒業。1980年外務省入省。在広州日本国総領事館領事、外務省アジア大洋州局中国・モンゴル第一課兼日中交流室地域調整官を経て、2017年青島総領事。2019年駐パプアニューギニア特命全権大使。